# Valentia Island
Valentia Island är en ö i republiken Irland. Den är belägen i grevskapet Ciarraí och provinsen Munster, i den sydvästra delen av landet, 300 km sydväst om huvudstaden Dublin. Arean är 27,9 kvadratkilometer.
Terrängen på Valentia Island är platt. Öns högsta punkt är 263 meter över havet. Den sträcker sig 6,3 kilometer i nord-sydlig riktning, och 10,0 kilometer i öst-västlig riktning.  Trakten runt Valentia Island består i huvudsak av gräsmarker.
Följande samhällen finns på Valentia Island:
- Knightstown

Klimatet i området är tempererat. Årsmedeltemperaturen i trakten är 8 °C. Den varmaste månaden är juli, då medeltemperaturen är 12 °C, och den kallaste är januari, med 2 °C.